# Allison & Busby
Allison & Busby (A & B) es una casa editora basada en Londres establecida por Clive Allison y Margaret Busby en 1967. La compañía ha construido una reputación como líder como editorial independiente.

## Background
En sus dos primeras décadas, la editorial A & B publicó  a escritores como Sam Greenlee, Michael Moorcock, H. Rap Brown, Buchi Emecheta, Nuruddin Farah, Roy Heath, C. L. R. James, George Lamming, Geoffrey Grigson, Jill Murphy, Andrew Salkey, Ishmael Reed, Julius Lester, Rosa Guy, Adrian Mitchell, Michael Horovitz, Ralph de Boissière, Gordon Williams, Colin MacInnes, Alexis Lykiard, Adrian Henri, Alan Burns, Giles Gordon, Clive Sinclair, John Edgar Wideman, Val Wilmer, Margaret Thomson Davis, Dermot Healy, y otros.
Entre los títulos originales impresosThe Spook Who Sat by the Door (1969), He aquí el hombre (Behold the Man) (1969), The Final Programme (1969), The English Assassin (1972), The Worst Witch (1974), The Bride Price (1976), The Lives and Times of Jerry Cornelius (1976), The Condition of Muzak (1977), Gloriana (1978), The True History of the Elephant Man (1980).
En 1987, la compañía fue adquirida por W.H. Allen Ltd. fue posteriormente parte de Virgin Publishing, y desde entonces ha "evolucionado y prosperado bajo diferentes gestores independientes", incluyendo a Peter Day y David Shelley. A & B es hoy propiedad del editor español Javier Moll de la Editorial Prensa Ibérica. El actual director de la publicación, nombrado en 2005, es Susie Dunlop, y la editora publica "una serie de libros, de crimen y de suspenso, literaria, histórica y ficción femenina, fantasía, memorias y libros sobre cultura popular."
En el momento de la fundación de la empresa, Margaret Busby era más joven y la primera editora negra del Reino Unido;  dejando la compañía en 1987. Clive Allison falleció el 25 de julio de 2011.